# Rawwe Assajag
Rawwe Assajag (hebr. ‏רווה אסייג‎, ur. 1 maja 2001 w Riszon le-Cijjon) – izraelski piłkarz występujący na pozycji napastnika w polskim klubie Stal Mielec.